# Finala Cupei României 2022
Finala Cupei României 2022 a fost meciul final al Cupei României 2021-2022, cel de-al 84-lea sezon al turneului național de fotbal din România organizat de FRF. S-a disputat pe 19 mai 2022 pe Stadionul Rapid-Giulești din București, între cluburile Sepsi OSK și FC Voluntari.
Sepsi OSK s-a impus cu 2-1 după dubla reușită de Marius Ștefănescu și și-a adjudecat primul său trofeu major din istorie. Ca urmare a acestei performanțe, covăsnenii s-au calificat în al doilea tur de calificare al UEFA Europa Conference League 2022-2023.

## Echipe
| Echipa    | Apariții finale anterioare (îngroșat indică câștigătorii) |
| --------- | --------------------------------------------------------- |
| Sepsi     | 1 (2020)                                                  |
| Voluntari | 1 (2017)                                                  |

### Drumul spre finală
Pentru mai multe detalii despre acest subiect, vedeți Cupa României 2021-2022.
Notă: În toate rezultatele de mai jos, scorul finalistului este dat mai întâi (A: acasă; D: deplasare).
| Sepsi Sfântu Gheorghe | Sepsi Sfântu Gheorghe | Runda         | Voluntari       | Voluntari          |
| --------------------- | --------------------- | ------------- | --------------- | ------------------ |
| Adversar              | Rezultate             |               | Adversar        | Rezultate          |
| FCV Farul             | 1–0 (D)               | Șaisprezecimi | Șomuz Fălticeni | 4–1 (D)            |
| FCU Craiova           | 1–0 (D)               | Optimi        | FCSB            | 3–0 la masa verde  |
| Chindia               | 2–1 (d)               | Sferturi      | FC Buzău        | 1–0 (D)            |
| CSU Craiova           | 2–1 (A) și 1-0 (D)    | Semifinale    | Argeș           | 2–0 (A) și 1–0 (D) |

## Meciul
Meciul s-a disputat pe 19 mai 2022 pe Stadionul Rapid-Giulești din București.
| Sepsi               | 2–1               | Voluntari               |
| ------------------- | ----------------- | ----------------------- |
| Ștefănescu 22', 38' | Raport 1 Raport 2 | 90+5' (a.g.) Dumitrescu |

| Sepsi OSK | FC Voluntari |

|                   |    |                   |  |     |
|                   |    |                   |  |     |
| P                 | 33 | Roland Niczuly    |  |     |
| FD                | 20 | Andres Dumitrescu |  |     |
| FC                | 44 | Mihai Bălașa      |  |     |
| FC                | 03 | Bogdan Mitrea (c) |  |     |
| FS                | 88 | Radoslav Dimitrov |  |     |
| MCS               | 06 | Nicolae Păun      |  |     |
| MC                | 77 | Adnan Aganović    |  | 80' |
| MCD               | 21 | Cristian Bărbuț   |  | 71' |
| ED                | 14 | Eder González     |  |     |
| A                 | 09 | Alexandru Tudorie |  | 71' |
| ES                | 11 | Marius Ștefănescu |  | 84' |
| Rezerve:          |    |                   |  |     |
| P                 | 12 | Răzvan Began      |  |     |
| FS                | 27 | Rareș Ispas       |  |     |
| FC                | 82 | Branislav Niňaj   |  |     |
| MC                | 08 | Gabriel Vașvari   |  |     |
| MC                | 24 | István Fülöp      |  | 84' |
| MC                | 90 | Cătălin Golofca   |  | 71' |
| A                 | 29 | Vitalie Damașcan  |  | 80' |
| A                 | 15 | Stefan Ashkovski  |  |     |
| A                 | 42 | Kevin Luckassen   |  | 71' |
| Antrenor:         |    |                   |  |     |
| Cristiano Bergodi |    |                   |  |     |

|                  |    |                   |       |     |
|                  |    |                   |       |     |
| P                | 71 | Mihai Popa        |       |     |
| FC               | 30 | Gabriel Tamaș     | 42'   |     |
| FC               | 05 | Igor Armaș (c)    |       |     |
| FC               | 13 | Denis Ciobotariu  |       |     |
| MD               | 24 | Ricardinho        | 64'   |     |
| MC               | 18 | Hélder Tavares    | 46'   |     |
| MC               | 66 | Lukas Droppa      | 74'   |     |
| MC               | 22 | Vadim Rață        | 59'   |     |
| MS               | 06 | Marius Briceag    | 74'   |     |
| A                | 14 | Marcelo Lopes     | 51'   | 86' |
| A                | 77 | Adam Nemec        |       |     |
| Rezerve:         |    |                   |       |     |
| GK               | 12 | Victor Rîmniceanu |       |     |
| CB               | 03 | Ulrich Meleke     |       |     |
| CB               | 02 | Cosmin Achim      |       |     |
| LB               | 23 | Alexandru Vlad    | 74'   |     |
| CM               | 21 | Alexandru Ilie    |       |     |
| RM               | 98 | Cristian Costin   | 74'   |     |
| RW               | 10 | George Merloi     | 86'   |     |
| CF               | 80 | Lóránd Fülöp      | 46'   |     |
| CF               | 27 | Muhamed Olawale   | 90+2' | 64' |
| Antrenor:        |    |                   |       |     |
| Liviu Ciobotariu |    |                   |       |     |

| OMUL MECIULUI - Marius Ștefănescu ARBITRI - Arbitrii asistenți: - Mircea Grigoriu - Sebastian Gheorghe - Al patrulea oficial: - George Găman | REGULILE MECIULUI - 90 de minute. - 30 de minute de prelungiri dacă este necesar. - Lovituri de departajare dacă scorul este încă la egalitate. - Nouă înlocuitori numiți. - Maximum de 5 schimbări. |

## Vezi și
- Supercupa României 2022

## Legături externe
- Site web oficial